# Alcubillas
Alcubillas – gmina w Hiszpanii, w prowincji Ciudad Real, w Kastylii-La Mancha, o powierzchni 47,46 km². W 2011 roku gmina liczyła 562 mieszkańców.